# George Gussenhoven
George Gussenhoven (Eindhoven, 12 november 1943) is een Nederlands voormalig voetballer. Gussenhoven speelde onder meer voor Willem II, NAC Breda, het Nederlandse amateurvoetbalteam en het Nederlands Katholieke Elftal.